# 럭키 스트라이크
럭키 스트라이크(영어: Lucky Strike)는 브리티쉬 아메리칸 토바코 (BAT)가 생산 · 판매하는 담배 브랜드 중 하나이다. 1871년에 발매된 150여년의 역사를 가진 담배 유명 상표이다. 담배갑에 크고 붉은 원이 그려져있기에 미국에서는 불스아이(Bull's eye), 일본에서는 아카다마(빨간 구슬)라고도 부른다.

## 갤러리

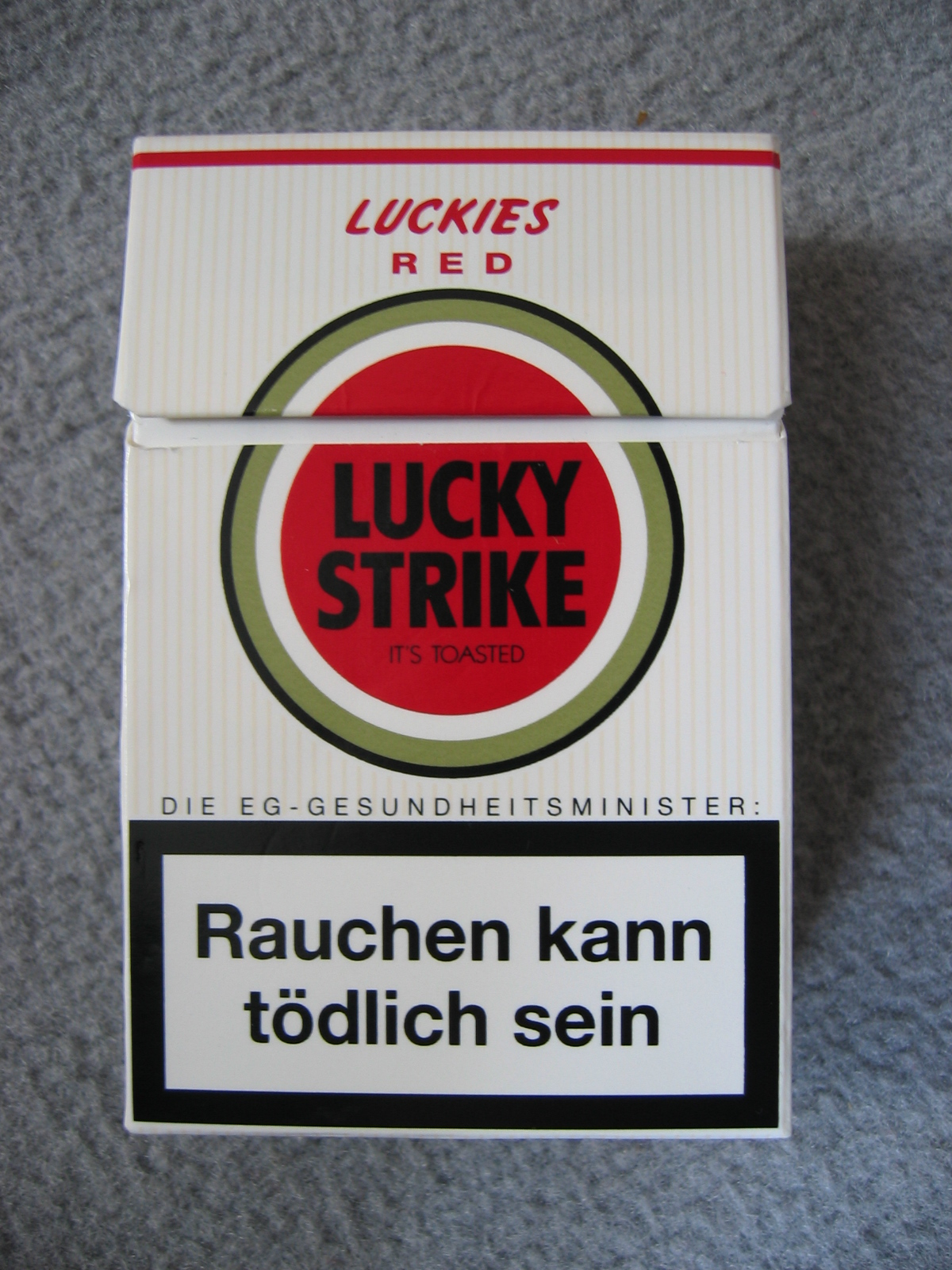
독일에서 2003년부터 판매되고 있던 럭키 스트라이크
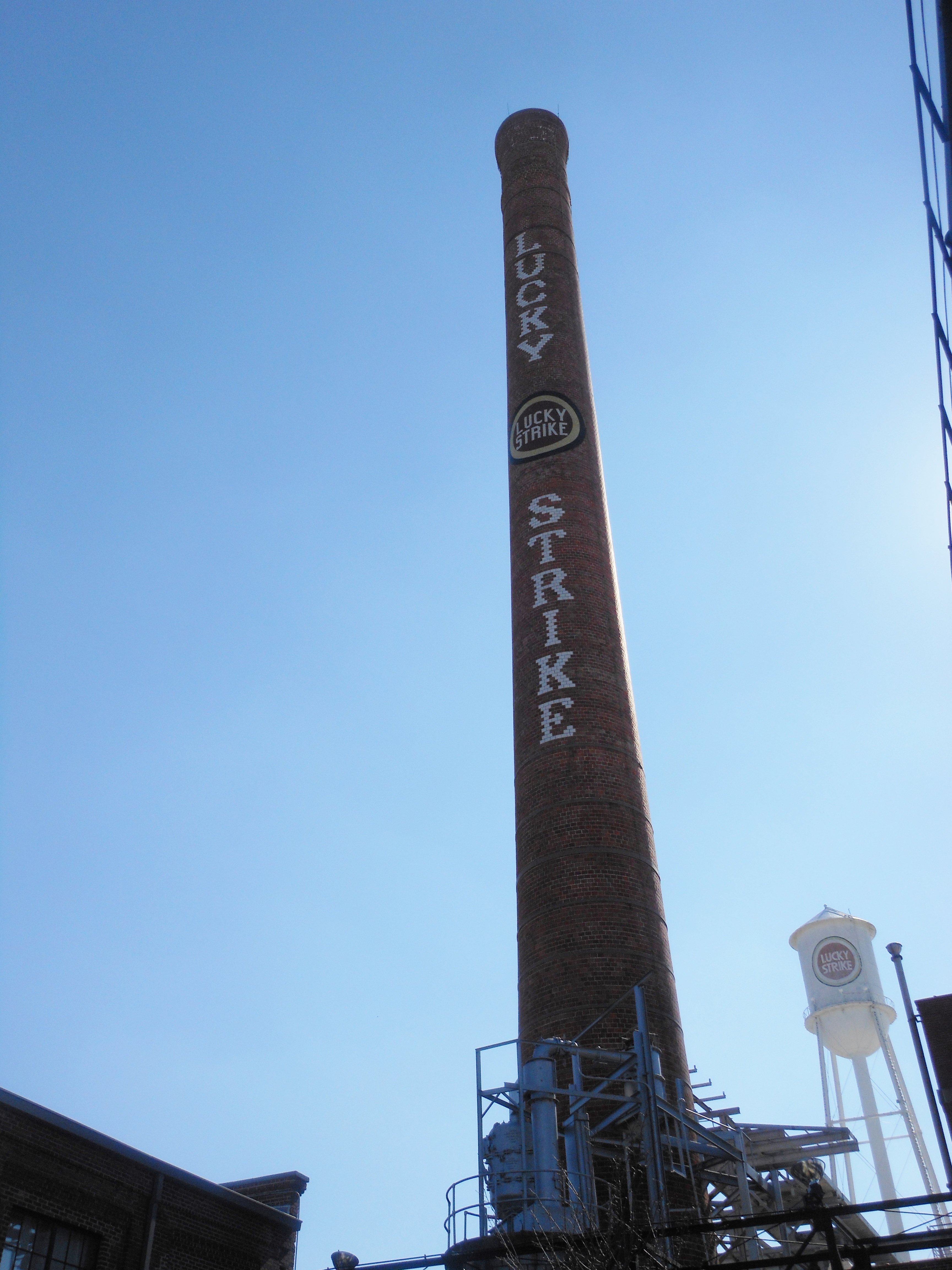
럭키 스트라이크 공장